# もうひとつの神話
『もうひとつの神話』（もうひとつのしんわ）は、清水玲子による日本の漫画作品。1985年に、白泉社の『LaLaDX』3号にて、読み切り掲載された。
また、同作を表題作とする漫画短編集。

## あらすじ
人間のイヴと5人の人間型ロボットは、150年以上前に消滅した地球から新たな星を探していた。イヴの恋人役として作られたアダムとは相思相愛の夫婦関係を築き、イヴには妊娠の兆候が現れる。一体親は誰なのか、その答えは意外にも簡単なものだった。そんな中、彼らは理想の星にたどり着く。

## 登場人物
アダム
イヴの夫。イブの恋人になるために、星を探し始めた後からカインによって設計され作られたため、他の人間型ロボットの中では一番新しい。イヴが妊娠した事実を、最初こそ冷静に受け止めていたが、イヴを本気で愛し、誰よりも自分の子供を求め、イヴを大切にしていた。
イヴ
宇宙船内の唯一の人間。アダムのことを愛し、想像妊娠までしてしまう。ディアデムに一人取り残されるが…。
カイン
人間型ロボット。ディアデムに存在する人間の男に似たアダムを設計。イブには妊娠の事実を突きつけられないため、流産の事実を作ろうとした。
アベル
人間型ロボット。イヴが子供を生むことを、少し本気にした。
セツ
人間型ロボット。アベルのかすかな希望をドライにかわす。
リベカ
医学担当。女型の人間型ロボット。イヴの妊娠を検査し、想像妊娠だと確定しながらも、人間の生命の神秘には驚く。

## 収録本
- コミックス版『もうひとつの神話』（1986年2月発行、ISBN 9784592117759）
- 文庫版『天使たちの進化論』（2001年3月20日発行、ISBN 9784592887065）

## 同時収録
『もうひとつの神話』（コミックス版）
- もうひとつの神話（本項）
- ナポレオン・ソロ
- お伽噺のユダ
- 100万ポンドの愛

『天使たちの進化論』（文庫版）
- 天使たちの進化論
- 千の夜
- 月下美人
- もうひとつの神話（本項）
- ナポレオン・ソロ
- 天女来襲
- ネオ・ドーベルマン